# Oporornis
Genre
Oporornis est un genre de passereaux de la famille des Parulidae, ne comptant aujourd'hui plus que la Paruline à gorge grise (O. agilis), les autres étant déplacées dans le genre Geothlypis, à la suite des études génétiques de Lovette et al. (2010).

## Liste des espèces
Avant son remaniement, ce genre contenait les quatre espèces suivantes :
- Paruline du Kentucky — Oporornis formosus (A. Wilson, 1811)
- Paruline à gorge grise — Oporornis agilis (A. Wilson, 1812)
- Paruline triste — Oporornis philadelphia (A. Wilson, 1810)
- Paruline des buissons — Oporornis tolmiei (J.K. Townsend, 1839)